# Tomi Kallio
Tomi Kristian Kallio (* 27. Januar 1977 in Turku) ist ein finnischer Eishockeyspieler, der seit Juli 2015  bei TPS in der Liiga unter Vertrag steht.

## Karriere
Tomi Kallio begann seine Karriere als Eishockeyspieler in der Jugend von TPS Turku, für dessen Profimannschaft er in der Saison 1995/96 sein Debüt in der SM-liiga gab. Zuvor war er im NHL Entry Draft 1995 in der vierten Runde als insgesamt 81. Spieler von der Colorado Avalanche ausgewählt worden. Diese brachten ihn jedoch nie zur Unterschrift unter einen NHL-Vertrag. Stattdessen gewann der Angreifer mit Turku 1997 die European Hockey League und wurde 1996 und 1997 jeweils Vizemeister, sowie in der Saison 1998/99 erstmals Finnischer Meister.
Nachdem Kallio in der Saison 1999/2000 den dritten Platz in der European Hockey League erreicht hatte, wechselte er nach Nordamerika, wo er einen Vertrag bei den Atlanta Thrashers aus der National Hockey League erhielt. Die Thrashers hatten den Finnen im NHL Expansion Draft 1999 aus dem Spielerpool der Colorado Avalanche ausgewählt. Kallio musste das junge Team aus Atlanta nach zwei Jahren – zu Beginn der Saison 2002/03 – verlassen, nachdem ihn die Thrashers in einem vier Spieler umfassenden Transfergeschäft an die Columbus Blue Jackets abgegeben hatten. Dort fand er sich ebenso wenig zurecht wie bei den Philadelphia Flyers, die ihn einen Monat nach dem Transfer zu den Blue Jackets von der Waiver-Liste ausgewählt hatten. Kallios Engagement in Philadelphia endete nach nur drei Wochen, als der Flügelspieler Ende Januar 2003 aus seinem Vertrag entlassen wurde und die Spielzeit beim Frölunda HC in der schwedischen Elitserien beendete. In dieser Saison gewann er den ersten schwedischen Meistertitel. Mit Frölunda gewann Kallio in der Saison 2004/05 erneut die schwedische Meisterschaft.
Nach acht Jahren verließ Kallio den Frölunda HC und schloss sich zur Saison 2011/12 dessen Ligarivalen Växjö Lakers an, mit denen er in der Spielzeit 2014/15 abermals die schwedische Meisterschaft gewann. Im Sommer 2015 kehrte der Finne zu seinem Heimatverein TPS in die Liiga zurück.

### International
Für Finnland nahm Kallio an der U18-Junioren-Europameisterschaft 1995, den U20-Junioren-Weltmeisterschaften 1996 und 1997, sowie den Weltmeisterschaften 1999, 2000, 2001, 2002, 2004, 2005, 2006 und 2007 teil. Des Weiteren stand er im Aufgebot Finnlands bei den Olympischen Winterspielen 2002 in Salt Lake City. Insgesamt konnte Kallio bei internationalen Turnieren drei Silber- und zwei Bronzemedaillen gewinnen.

## Erfolge und Auszeichnungen
| - 1996 Finnischer Vizemeister mit TPS Turku - 1997 European-Hockey-League-Gewinn mit TPS Turku - 1997 Finnischer Vizemeister mit TPS Turku - 1999 Finnischer Meister mit TPS Turku - 2000 3. Platz European Hockey League mit TPS Turku - 2000 Finnischer Meister mit TPS Turku | - 2000 SM-liiga All-Star-Team - 2003 Schwedischer Meister mit dem Frölunda HC - 2005 Schwedischer Meister mit dem Frölunda HC - 2006 Håkan Loob Trophy (gemeinsam mit Andreas Karlsson) - 2015 Schwedischer Meister mit den Växjö Lakers - 2018 Finnischer Vizemeister mit TPS Turku - 2018 Veikkauksen Kultainen kypärä |

### International
| - 1995 Goldmedaille bei der U18-Junioren-Europameisterschaft 1995 - 1999 Silbermedaille bei der Weltmeisterschaft - 2000 Bronzemedaille bei der Weltmeisterschaft | - 2001 Silbermedaille bei der Weltmeisterschaft - 2006 Bronzemedaille bei der Weltmeisterschaft - 2007 Silbermedaille bei der Weltmeisterschaft |

## Karrierestatistik
(Legende zur Spielerstatistik: Sp oder GP = absolvierte Spiele; T oder G = erzielte Tore; V oder A = erzielte Assists; Pkt oder Pts = erzielte Scorerpunkte; SM oder PIM = erhaltene Strafminuten; +/− = Plus/Minus-Bilanz; PP = erzielte Überzahltore; SH = erzielte Unterzahltore; GW = erzielte Siegtore; 1 Play-downs/Relegation; Kursiv: Statistik nicht vollständig)